# Anthrax vallicola
Anthrax vallicola är en tvåvingeart som beskrevs av Marston 1963. Anthrax vallicola ingår i släktet Anthrax och familjen svävflugor.
Artens utbredningsområde är Kalifornien. Inga underarter finns listade i Catalogue of Life.